# Catedral de Moquegua
A Catedral de Moquegua ou (também conhecida como Co-catedral de Santo Domingo) é o principal templo católico na cidade de Moquegua no país sul americano do Peru. É uma propriedade da Igreja Católica. Está localizada na praça de armas de Moquegua.
Trata-se de um catedral que segue o rito romano ou latino e é uma das 2 catedrais que possui a Diocese de Tacna e Moquegua (Diœcesis Tacnensis et Moqueguensis) que foi criada em 1944 pelo Papa Pio XII mediante a bula "Nihil potius et antiquius".
Na catedral repousam os restos de Santa Fortunata que é venerada em corpo presente, considerada virgem e mártir do cristianismo.
Esta sob a responsabilidade pastoral do bispo Marco Antonio Cortez Lara.